# Тарджони-Тоццетти, Оттавиано
Оттавиано Тарджони Тоццетти (итал. Ottaviano Targioni Tozzetti или итал. Ottaviano Targioni-Tozzetti, 10 февраля 1755 — 6 мая 1826) — итальянский ботаник и врач.

## Биография
Оттавиано Тарджони Тоццетти родился во Флоренции 10 февраля 1755 года. 
В 1772 году Тарджони Тоццетти получил диплом в области медицины в Пизанском университете. В том же году он получил разрешение на врачебную практику. Вернувшись в свой родной город после смерти отца, в 1783 году он преподавал ботанику в Больнице Святой Марии Нуова, руководя в то же время экспериментальным садом. 
Оттавиано Тарджони Тоццетти умер 6 мая 1826 года. 

## Научная деятельность
Оттавиано Тарджони Тоццетти специализировался на семенных растениях.

## Основные научные работы
- Sulle cicerchie. Memoria letta nell'adunanza della Accademia dei Georgofili di Firenze il di' 3 agosto 1785. Accresciuta adesso di note e di copiose aggiunte, stamperia Carlieri, Firenze 1793.
- Lezioni di agricoltura specialmente Toscana, 6 voll., Tip. Piatti, Firenze 1802—1804.
- Istituzioni botaniche, t. III, Firenze 1813[2].
- Lezioni di materia medica, Tip. Piatti, Firenze 1804.
- Observationum botanicarum, 2 voll., s.e. Firenze 1808—1810.
- Dizionario botanico italiano che comprende i nomi volgari italiani, specialmente toscani, e vernacoli delle piante raccolti da diversi autori, e dalla gente di campagna, col corrispondente latino linneano, 2 voll.,  Tip. Piatti, Firenze 1809.
- Minerali particolari dell'isola dell'Elba ritrovati e raccolti dal signor Giovanni Ammannati, Tip. Tofani, Firenze 1825.
- Catalogus vegetabilium marinorum musei sui opus posthumum ad secundam partem Novorum generum plantarum celeberrimi Petri Antonii Micheli, Tip. Tofani, Firenze 1826.